# 2018年臺中世界花卉博覽會
臺中世界花卉博覽會（簡稱臺中花博、臺中世界花博）乃於2018年11月3日至2019年4月24日在中華民國臺中市舉辦的國際性花卉博覽會。該博覽會獲國際園藝生產者協會認證授權為A2/B1級國際園藝博覽會。

## 申辦過程
2012年7月19日至26日間，時任臺中市政府副市長徐中雄率團前往荷蘭參加「2012 Floriade 至荷蘭花博展覽臺中市城市行銷 IN 荷蘭分洛」活動，洽詢有關申辦2018年國際園藝博覽會事宜。同年9月11日再度率團至荷蘭參加「2012 AIPH 年會」，成功向AIPH（國際園藝生產者協會）取得申辦「2018年臺中國際花卉博覽會」。

## 理念象徵

### 標誌設計
該標誌以臺灣地形作為設計基底，以藍色能量、綠色樹葉、及橘色花朵呈現「花現GNP：綠色、自然與人（Green, Nature and People）三大面向」；其中隱含一個向前飛奔的人形。
該標誌也利用「圖地反轉」創作形式強調人與自然的緊密連結，以提醒眾人必須重視人與自然永續共生的意念。
同時，三個圖騰也代表三大展區的不同特性；藍色圖騰代表豐原展區的葫蘆墩圳，橘色圖騰象徵外埔展區豐饒的花果物產，綠色圖騰則是后里展區的歷史老樹及百年馬場

### 口號
- 「聆聽花開的聲音」
- 「不破壞、只優化」

### 主題
在追求生產的過程尊重並珍惜土地及所有生物，以創造更有價值、更加幸福的生活，重新詮釋具有溫度的GNP （Green綠色、Nature自然、People人文），追求永續、包容多元、貼近人心，打造幸福花都。

### 吉祥物
吉祥物：石虎與馬。（2017年6月13日對外公布）

### 藝術總監
林正儀（2016年4月20日，媒體確認）

### 推廣大使
本屆推廣大使（網路花博校園大使）：台北大學孫子涵、旭光高中林葦萍、中台科技大學黃郁雯。（2016年11月23日對外公布)
臺灣搖滾男歌手吳青峰為推廣大使。

### 主題曲
- 2018臺中世界花卉博覽會主題曲《請聽》，吳青峰演唱、填詞、作曲，吳青峰、鍾承洋編曲。

## 歷史
2013年2月19日至22日，AIPH委員度至臺中市花博會預定場址現勘，並建議市政府考量環保公園及后里國軍乙型聯保場預定地之適宜性，建議重新選定場址。同年4月9日，成立臺中市政府國際花卉博覽會推動委員會。7月2日，修正花博預定地為后里馬場、后里臺糖土地、后里營區及中科后里基地隔離綠帶，合計約97公頃。10月28日至31日，AIPH來臺場勘及意見交流座談會；同時舉辦2018臺中國際花卉博覽會國際研討會及圓桌論壇。
2014年1月，臺中市政府農業局委託國立中興大學進行花博預定地基礎資源環境調查。6月17日，2018花卉博覽會預定地開發行為與敏感動物保護對策研商會議中，經在場專家確認，調查時所拍攝影像及成果中，確認為第一級保育類動物石虎。7月11日，臺中花博會英文名稱正式定為「2018 Taichung International Flora Exposition 」（簡稱TAICHUNG INT'L FLORA EXPO）。10月22日至24日，AIPH來台舉行臺中市政府各機關進行花博業務推動交流會，舉辦2018臺中國際花卉博覽會城市論壇。11月27日，行政院同意「臺中市翡翠區域農業加值綱要計畫」，列入國家重大建設計畫。
2015年1月15日，臺中市政府會議決定將包含保育類野生動物石虎棲地之預定場地範圍剔除，另增加外埔永豐段及豐原葫蘆墩公園作為花博預定地。。7月20日至21日，辦理2018臺中世界花卉博覽會國內外專家學者交流座談會。9月11日，AIPH發函臺中市政府正式核定將臺中花博更名為「 2018臺中世界花卉博覽會」（英文名稱更改為「2018 Taichung World Flora Exposition」，簡稱 Taichung World Flora EXPO）。臺中國際花卉博覽會辦公室同步更名為「臺中世界花卉博覽會辦公室」。10月，臺中市政府公布展區將規劃「花馬樂園」、「森林花園」、「花果原鄉」、「水岸花都」4大主題及花艷館、馬術障礙超越競技場、花饗館、綠能館、自然館、發現館、探索館（遊客中心）等展館。

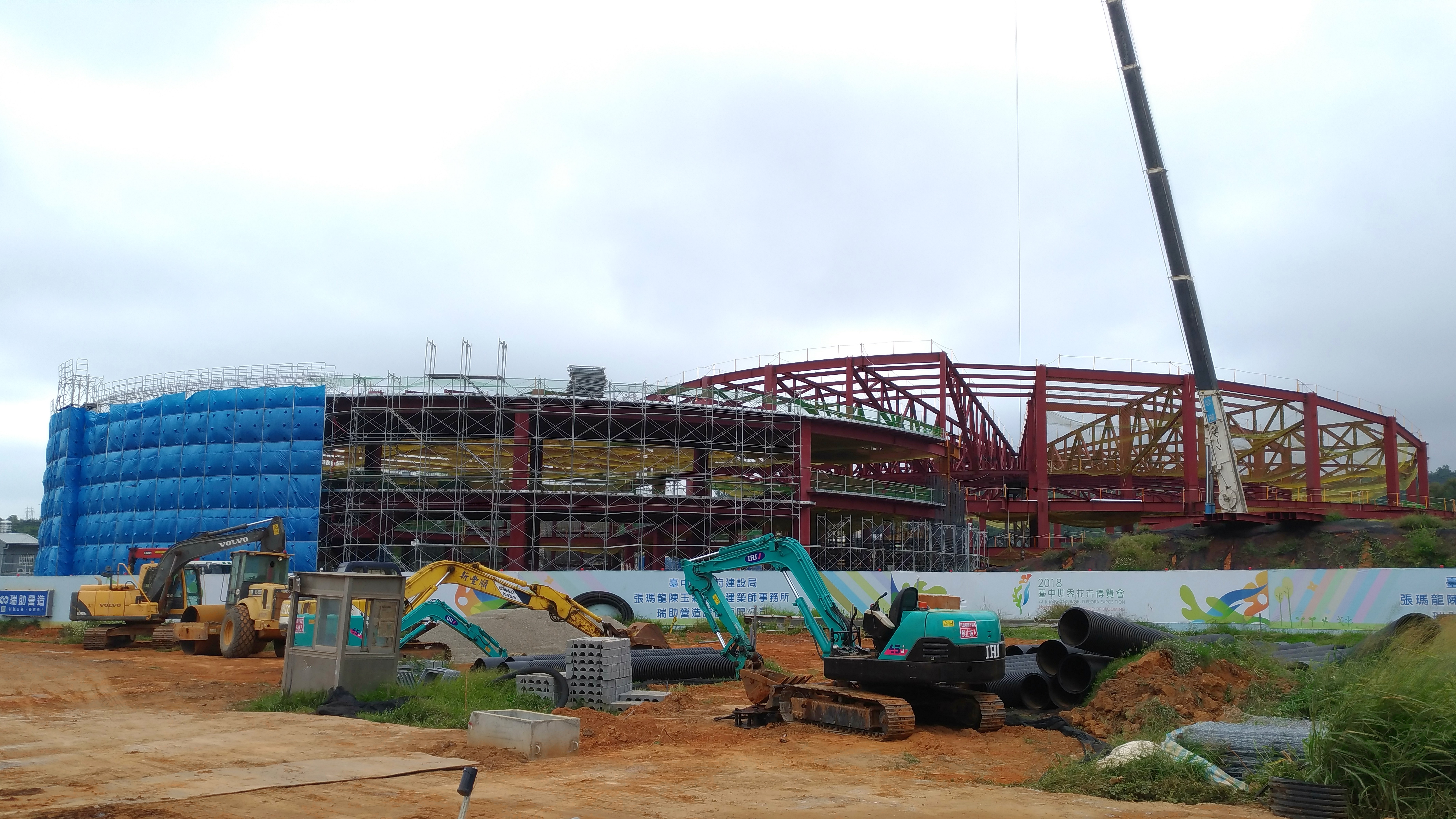
后里園區花舞館2017年11月工程

2016年2月27日，簽署2018臺中世界花博會舉辦合約。9月19日，公布臺中世界花卉博覽會 LOGO。11月23日，公布經由網路票選而選出的2018台中花博校園大使。11月20日，外埔園區動土。12月10日，豐原葫蘆墩公園動土。
2017年4月19日，后里馬場森林園區動土。6月13日，對外公布臺中花博會吉祥物為石虎與馬，並引起媒體不同評價。（页面存档备份，存于）。

2018年正逢臺灣地方公職人員選舉，中國國民黨指控蔡英文政府利用前瞻計畫補助台中花博是政策綁樁。同年11月3日，正式對外開放。同年11月26日，新當選的市長候選人盧秀燕宣布預備在明年元旦起，戶籍設在臺中市的民眾與全國12歲以下兒童均可免費入園，起初因溝通問題AIPH並不支持此項政策，但最後為兼顧契約精神及台中市民權益，雙方有共識採「實際平均票價×實際應付費入園人次×1%」為AIPH權利金支付計算基準，而原先議會通過的經費也將按實際情況依規定給付。

## 園區介紹

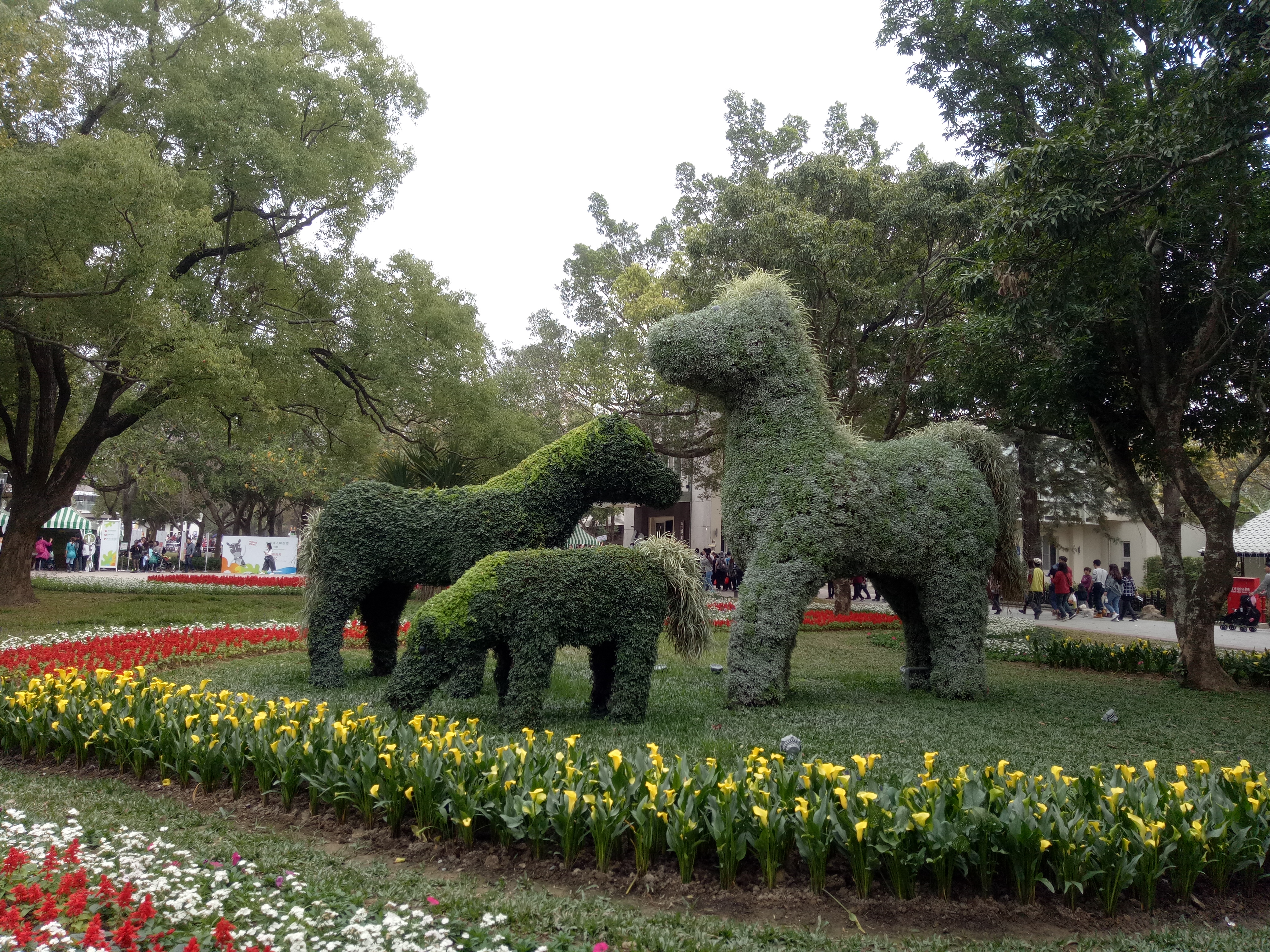
后里馬場園區一景

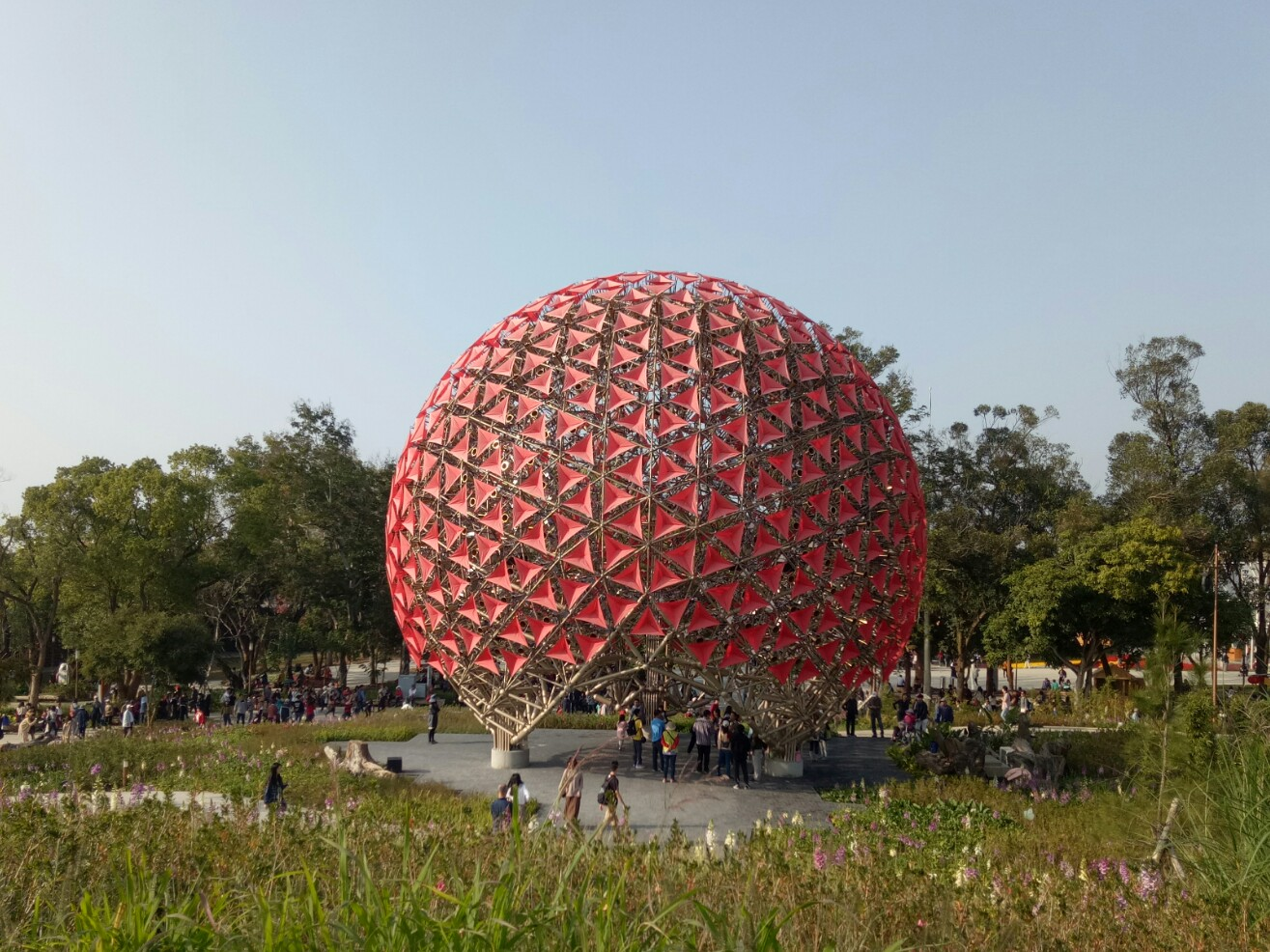
戶外裝置藝術「聆聽花開的聲音」（后里森林園區）

臺中花博園區預定由后里、外埔、豐原三個主要園區組成，並分別發展生態保育、精緻農業及環境營造，呼應生產（Green）、生態（Nature）及生活（People）的「三生」精神， 也就是綠色共享、自然共生及人文共好的概念。
園區總面積為60.88公頃；分別為后里馬場森林園區+馬場園區（30.04公頃）、外埔園區（14.32公頃）、豐原葫蘆墩公園（16.52公頃）等三個展區。

### 后里馬場&森林園區（Houli Horse Ranch & Forest Expo Site）
- 主題：花馬樂園、森林花園
- 特色：生態─Nature─自然共生
- 展館：
  - 后里馬場園區：花舞館、馬術競技場、花蝶館、第一馬廄、第二馬廄、馬場風華館
  - 后里森林園區：發現館、荷蘭館、四口之家、台開積木館、友達微美館
- 面積：30.04公頃

### 外埔園區（Waipu Expo Site）
- 主題：花果原鄉
- 特色：生產─Green─綠色共享
- 展館：智農館、樂農館
- 面積：14.32公頃

### 豐原葫蘆墩公園 （Fengyuan Huludun Expo Site）
- 主題：水岸花都
- 特色：生活─People─人文共好
- 展館：喜香逢館
- 面積：16.52公頃

### 周邊基礎建設規劃
臺中市政府在重新檢視既有道路後，規劃串聯7條園道、7座公園、全長17公里的人行步道及自行車道路網，以期改善人行徒步空間、增加道路綠帶面積；此外，臺中市政府也投入經費增設后里車站東站等基礎建設，以期藉之紓解花博人潮。

## 志工招募
志工是大型會展活動的最佳推手，是即將在2018年9月登場的「2018臺中世界花卉博覽會」的最大動力。透過參與花博來展現本市志願服務「HOPE 125」精神，播下Happiness（幸福）、Opportunity（機會）、Participation（參與）、Enthusiasm（熱忱）的希望種子。花博志工係指於花博展期期間(含試營運)提供服務之9組志工。臺中市政府預計招募2萬名花博志工加入，共分為9大任務組，分為票務組、指引組、安全組、交通組、導覽組、環保組、展演組、衛生組及客服組。

## 交通

### 大眾運輸

#### 航空
- 臺中國際機場：經轉乘臺中市市區公車後即可抵達。

- 桃園國際機場及高雄國際機場：經轉乘高鐵後於臺中站下車，再轉乘臺鐵或市區公車系統即可抵達。

#### 高速鐵路
- 於高鐵臺中站下車後轉乘臺鐵至豐原車站、后里車站或大甲車站。

#### 臺鐵
- 后里園區：搭乘至后里車站下車，往東出口由花馬道及天空步道步行至園區。
- 豐原園區：搭乘至豐原車站下車至豐原火車站接駁站搭乘接駁車。
- 外埔園區：搭乘至大甲車站或后里車站下車，至大甲車站或后里車站接駁站搭乘接駁車。

#### 接駁車
- 后里馬場園區(Houli Horse Ranch Expo Site)
  - 森馬線：馬場園區→森林園區
  - 往外埔園區：馬場園區→后里東站→麗寶停車場→外埔園區
  - 神岡停車場：馬場園區→神岡停車場

- 后里森林園區(Houli Forest Expot Site)
  - 森馬線：森林園區→馬場園區

- 外埔園區(Waipu Expo Site)
  - 往馬場園區：外埔園區→麗寶停車場→后里東站→馬場園區

- 后里東站
  - 市區接駁車
    - 秋紅谷
    - 太原停車場
    - 向上停車場
    - 大里運動公園
    - 沙鹿車站

  - 園區接駁車
    - 往外埔園區
    - 往馬場園區

#### 臺中市公車
（公車路線會隨時間變化而變更，以下公車資訊更新時間為2018年11月1日。）
- 后里馬場森林園區
  - 森林園區下車站牌：啟明學校
    - 公車路線：92、212、213、215、226

  - 馬場園區下車站牌：馬場入口
    - 公車路線：92、212、213、215

  - 馬場園區下車站牌：馬場后科路口
    - 公車路線：155、155副

  - 馬場園區下車站牌：后里馬場
    - 公車路線：155、155副、214、811

- 外埔園區
  - 站牌名稱：花博外埔園區
    - 公車路線：92繞、212、213繞、215、811

- 豐原葫蘆墩園區
  - 站牌名稱：新惠生醫院
    - 公車路線：211、212、213、215、235

  - 站牌名稱：北環福德祠
    - 公車路線：12、63、235

  - 站牌名稱：豐原國中
    - 公車路線：92、989

#### 臺中市公共自行車租賃系統
- 豐原葫蘆墩公園園區：陽明大樓、豐原國中、豐原區公所、南陽公園、消防公園，共啟用5站。
- 后里馬場森林園區：后里東站

### 自用車

#### 后里馬場森林園區
- 北部、大甲、外埔、苗栗：

 國道一號→ 國道四號（神岡交流道）→ →鋼構引道（新闢）→神岡停車場。
- 南部、台中市區、豐原、新社、石岡：

 國道一號→ 國道四號（神岡交流道）→ →鋼構引道（新闢）→神岡停車場。
- 大甲、外埔、沙鹿、梧棲、清水：

 國道三號→ 國道四號（神岡交流道）→ →鋼構引道（新闢）→神岡停車場。

#### 豐原葫蘆墩園區
- 北部：

 國道四號→ 國道一號（豐原交流道）→中山路→豐原大道→甲保廠停車場。
- 清水：

 國道四號→ 國道一號（豐原交流道）→中山路→豐原大道→甲保廠停車場。
- 沙鹿、梧棲：

 台10線→豐原大道→甲保廠停車場。
- 大甲、外埔：

 市道132號→ 國道一號（豐原交流道）→中山路→豐原大道→甲保廠停車場。
- 南部：

 國道一號（豐原交流道）→中山路→豐原大道→甲保廠停車場。
- 臺中市區、東勢、新社：

臺3線→豐原大道→甲保廠、社皮停車場。

#### 外埔園區
- 北部：

 國道一號（后里交流道）→月眉東路→甲后路→三豐路→豐原大道→豐原大道→三崁頂停車場。
- 大甲、外埔：

 市道132號→三豐路→豐原大道→三崁頂停車場。
- 神岡、大雅：

 台10線→豐原大道→三崁頂停車場。
- 台中市區、潭子、東勢、石岡：

 台3線→三崁頂停車場。
- 新社：

 市道129號→ 台3線→三崁頂停車場。
- 南部：

 國道一號（豐原交流道）→ 台10線→豐原大道→三崁頂停車場。

## 外部連結
- 官方網站（页面存档备份，存于）
- 2018年臺中世界花卉博覽會的Facebook專頁
- 台中花博為何更名？（页面存档备份，存于）
- 2018台中花博全攻略 便宜門票、展場、交通、行程路線、精選10大網美打卡點懶人包 (港澳台所有旅客適用)

| 前任： 2016唐山世界園藝博覽會 | 2018年臺中世界花卉博覽會 | 繼任： 2021年揚州世界園藝博覽會 |